# Pimpla sodalis
Pimpla sodalis är en stekelart som beskrevs av Johannes Friedrich Ruthe 1859. Pimpla sodalis ingår i släktet Pimpla och familjen brokparasitsteklar. Enligt den finländska rödlistan är arten nära hotad i Finland. Arten är reproducerande i Sverige. Artens livsmiljö är fjällbjörkskogar. Utöver nominatformen finns också underarten P. s. longigenalis.